# Bodycam - Agenti in prima linea
Bodycam - Agenti in prima linea (Body Cam) è un programma televisivo documentaristico statunitense in onda dal 2018. In Italia viene trasmesso dal 2021 da DMAX. È composto da 4 stagioni e 40 episodi.

## Descrizione
In ogni puntata del programma grazie alle telecamere in dotazione alla polizia (body cam) vengono catturate immagini legate alle decisioni prese dagli agenti nelle più svariate situazioni, dalle controversie domestiche agli incidenti stradali.